# Conil de la Frontera
Conil de la Frontera es un municipio español de la provincia de Cádiz, en Andalucía. La locución «de la Frontera» alude a la frontera granadina. En 2022 contaba con 23 497 habitantes. Su término municipal ocupa 88,61 km² y está limitado por el océano Atlántico por el oeste. Es uno de los pueblos más pintorescos de la Costa de la Luz, con lugares de alto valor histórico y ecológico. Su economía se basa en el turismo estacional y, en menor medida, en la agricultura y en la pesca. En verano su población llega a superar las 100 000 personas.
Se encuentra situada a una altitud de 41  metros respecto al nivel del mar y a 43 kilómetros de la capital de provincia, Cádiz.

## Geografía
Conil está situado sobre una explanada costera al suroeste de la provincia de Cádiz, bañado por el océano Atlántico. Dista de la capital unos 43 kilómetros. En su situación más oriental domina el llano, siendo su parte más occidental acantilados entre los que destaca el de Roche. Forma parte de la comarca de La Janda.

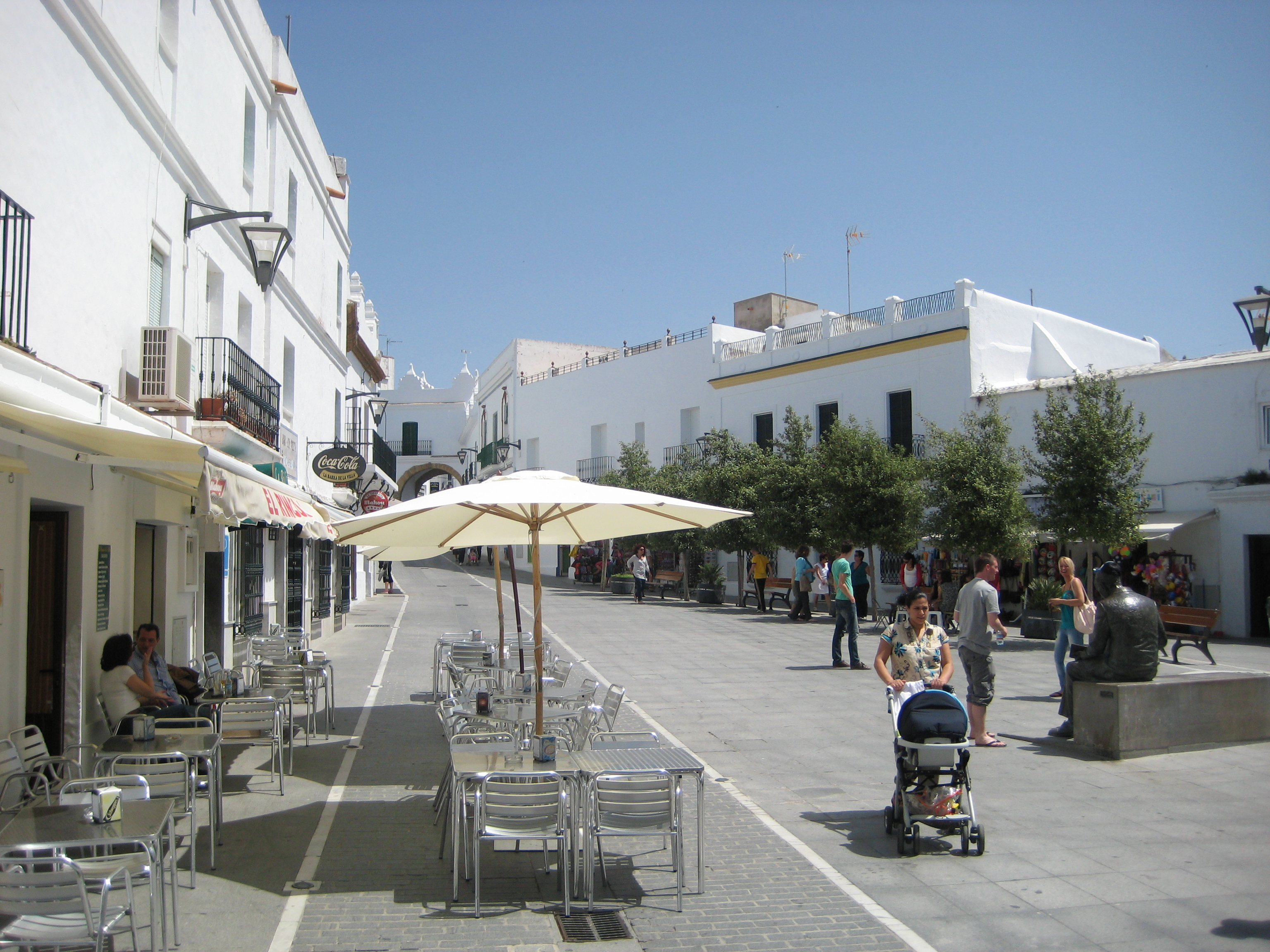
Plaza de España.
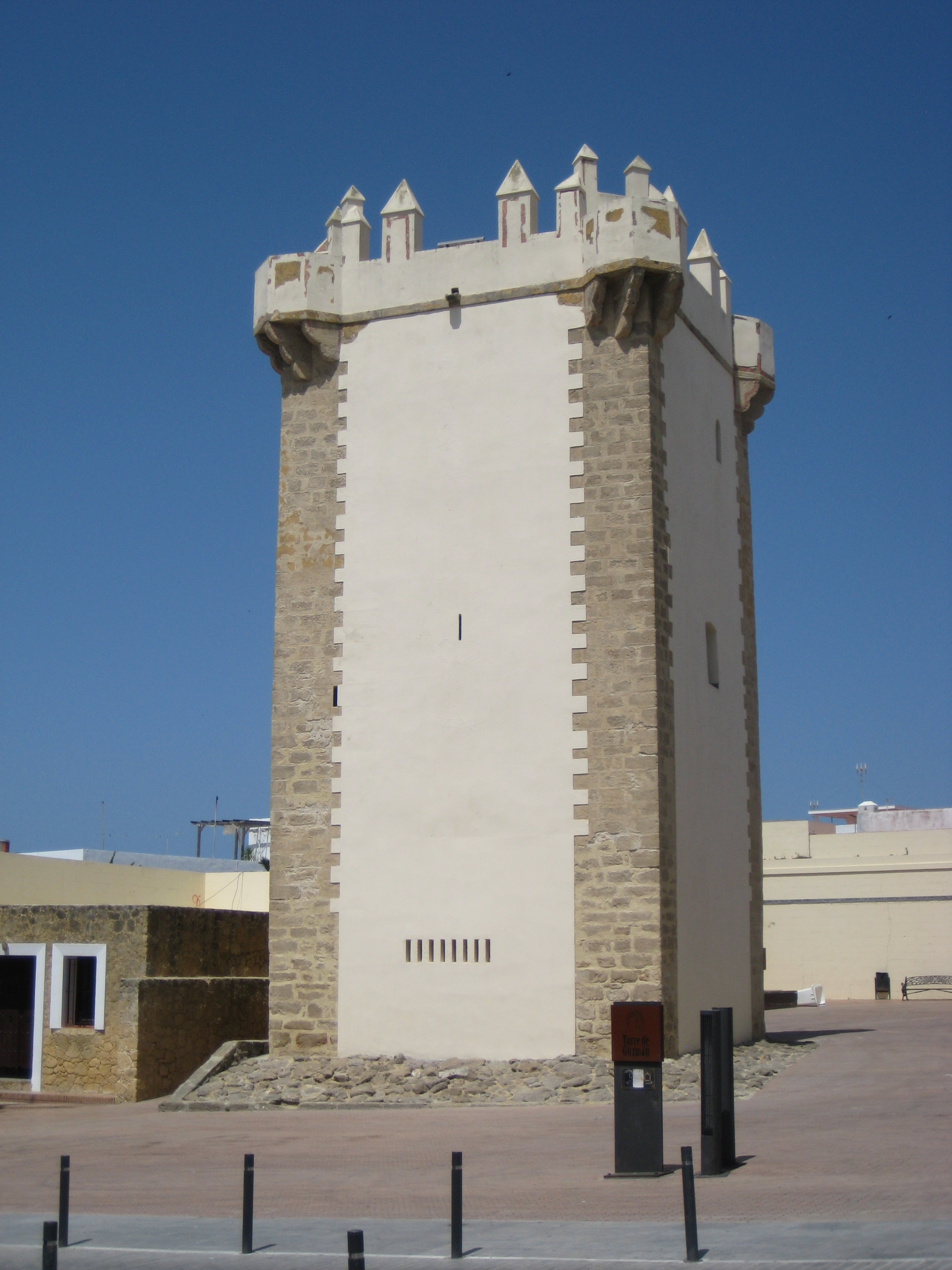
Torre de Guzmán.
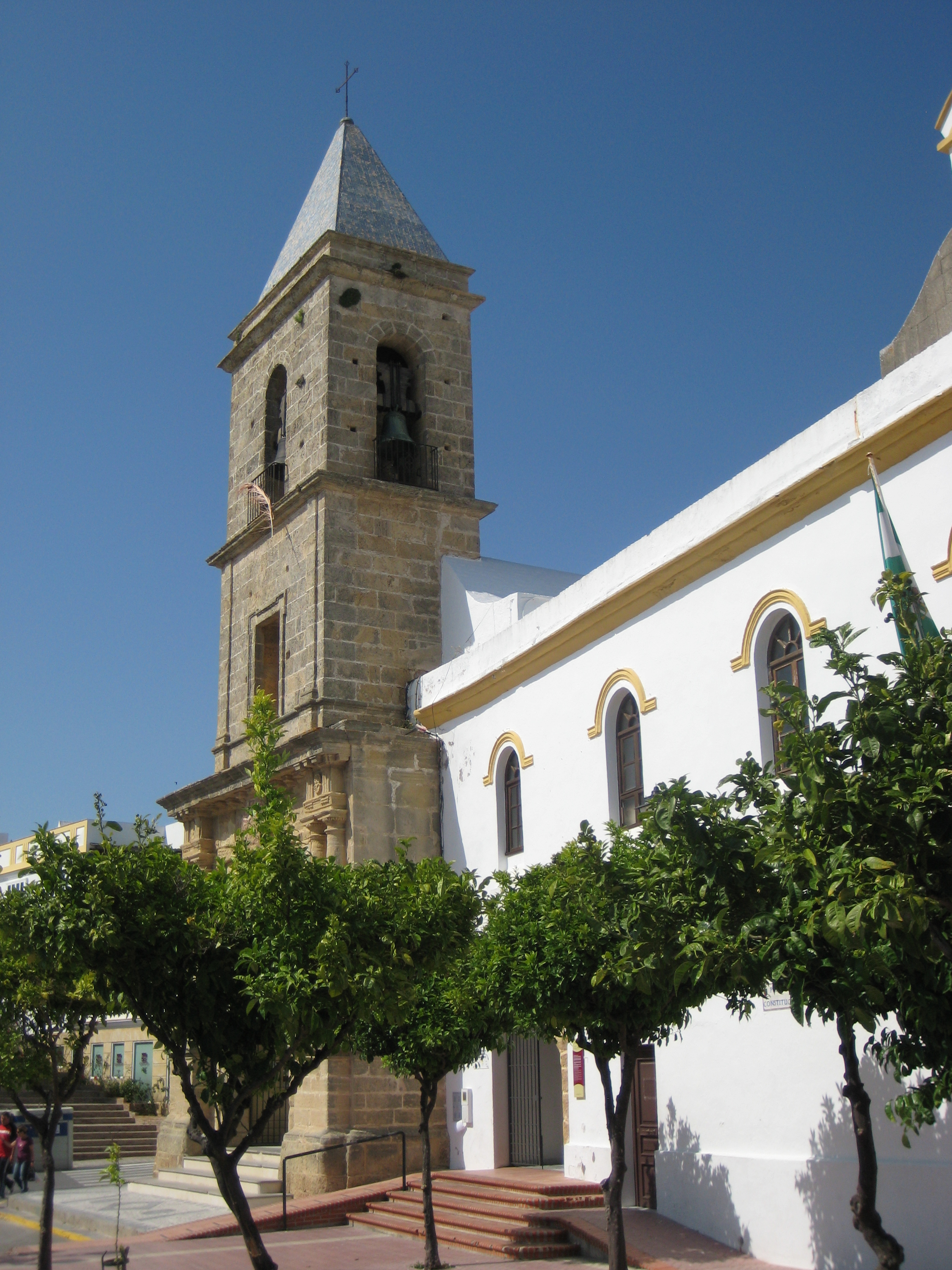
Convento de la Victoria.

## Historia
Aunque ya se constata presencia humana en tiempos prehistóricos, la ciudad fue fundada en tiempos de los fenicios, que se aprovecharon de las salidas al mar de la zona, creando allí sus almadrabas y pesquerías. 
Parece ser que el nombre deriva de la tribu de los conios, que tuvieron su auge con la civilización tartesia (800-500aC).
Ya en tiempos de los romanos adquirió esplendor y grandeza al formar parte de la Vía Hercúlea y unir las ciudades de Málaga y Cádiz. Tras la caída del Imperio Romano, Conil fue saqueada por los visigodos, los bizantinos y los vándalos, hasta que con la llegada del Islam, en el año 711, tuvo que unirse a la Cora de Sidonia.
No se vuelven a tener importantes noticias del municipio hasta 1265, año en el que el término municipal, a causa de las victorias cristianas de la Reconquista, renombra al pueblo añadiéndole el topónimo de "de la Frontera", como hiciera con otras poblaciones como Chiclana, Jerez o Arcos, debido a que las poblaciones formaban parte de la frontera que separaba los territorios musulmanes de los cristianos. En 1299, el rey Fernando IV de Castilla concede a Alonso Pérez de Guzmán la entonces aldea conileña para que la repoblara y fortaleciera, colaborando en su nuevo auge. Fue en estos tiempos cuando el pueblo pasó a llamarse Torre de Guzmán, debido a la torre que, para defender la ciudad en caso de ataque, construyeron bajo su nombre.
A pesar de las epidemias de peste y otras enfermedades que sufrió el pueblo en los años posteriores, las almadrabas servían a los habitantes como base de su economía. A comienzos del siglo XVI, la vida del pueblo se ve alterada por las disputas que se producen entre dos nobles familias tremendamente importantes de la zona: la de los Guzmán y la de los Ponce de León. Junto a esto, las disputas entre los nobles y los aldeanos empeoran la situación de la zona, ya que parecían a estos segundos pésimas las condiciones económicas a las que se veían obligados a vivir. Tras todos estos problemas, las décadas posteriores fueron dando sus frutos, ya que la población y la producción de las almadrabas comenzaron a subir.
Fue el siglo XVII el siglo de oro de la población, puesto que se convirtió en enclave económico de los alrededores. Ya en el siglo XVIII, las almadrabas empiezan a decaer, aunque no por ello la economía, que comienza a sostenerse gracias a la agricultura y la ganadería. A mediados de este siglo, una serie de disputas por la presión fiscal a la que los propietarios de tierras y los aldeanos estaban sometidos, vuelve a turbar la paz de Conil. Estos problemas tanto de territorios como económicos son los que hacen caer la popularidad del pueblo en picado, a lo que se sumó la ocupación napoleónica de principios del siglo XIX. El pueblo, que por aquellos entonces tenía un sentimiento antiseñorial, creó el Síndico Personero, una especie de defensor del pueblo gracias al cual los municipios de la zona pudieron enfrentarse a los señores propietarios de las tierras. Durante el siglo XX el turismo, en muchísima menor medida que el actual, comienza a hacer mella en la localidad, dado que familias de Sevilla comienzan a marchar de veraneo por esta zona para darse baños de aguas medicinales. Desde la década de 1960 Conil ha tenido un auge turístico, debido al cual éste es el sector por el cual se ha sustentado la economía local en estos últimos años.

### Localidades limítrofes
Conil limita con Chiclana de la Frontera al norte y con Vejer de la Frontera al este y al sur. Al oeste limita con el Océano Atlántico.

## Clima
| Parámetros climáticos promedio de Conil de la Frontera (2001-2011) | Parámetros climáticos promedio de Conil de la Frontera (2001-2011) | Parámetros climáticos promedio de Conil de la Frontera (2001-2011) | Parámetros climáticos promedio de Conil de la Frontera (2001-2011) | Parámetros climáticos promedio de Conil de la Frontera (2001-2011) | Parámetros climáticos promedio de Conil de la Frontera (2001-2011) | Parámetros climáticos promedio de Conil de la Frontera (2001-2011) | Parámetros climáticos promedio de Conil de la Frontera (2001-2011) | Parámetros climáticos promedio de Conil de la Frontera (2001-2011) | Parámetros climáticos promedio de Conil de la Frontera (2001-2011) | Parámetros climáticos promedio de Conil de la Frontera (2001-2011) | Parámetros climáticos promedio de Conil de la Frontera (2001-2011) | Parámetros climáticos promedio de Conil de la Frontera (2001-2011) | Parámetros climáticos promedio de Conil de la Frontera (2001-2011) |
| Mes                                                                | Ene.                                                               | Feb.                                                               | Mar.                                                               | Abr.                                                               | May.                                                               | Jun.                                                               | Jul.                                                               | Ago.                                                               | Sep.                                                               | Oct.                                                               | Nov.                                                               | Dic.                                                               | Anual                                                              |
| ------------------------------------------------------------------ | ------------------------------------------------------------------ | ------------------------------------------------------------------ | ------------------------------------------------------------------ | ------------------------------------------------------------------ | ------------------------------------------------------------------ | ------------------------------------------------------------------ | ------------------------------------------------------------------ | ------------------------------------------------------------------ | ------------------------------------------------------------------ | ------------------------------------------------------------------ | ------------------------------------------------------------------ | ------------------------------------------------------------------ | ------------------------------------------------------------------ |
| Temp. máx. abs. (°C)                                               | 22.6                                                               | 23.9                                                               | 27.6                                                               | 30.5                                                               | 34.3                                                               | 37.2                                                               | 41.4                                                               | 40.1                                                               | 37.1                                                               | 33.5                                                               | 28.5                                                               | 24.8                                                               | '                                                                  |
| Temp. máx. media (°C)                                              | 16.6                                                               | 17.5                                                               | 19.3                                                               | 21.4                                                               | 24.3                                                               | 28.2                                                               | 30.0                                                               | 30.3                                                               | 27.9                                                               | 24.9                                                               | 19.9                                                               | 17.2                                                               | 23.1                                                               |
| Temp. mín. media (°C)                                              | 6.2                                                                | 6.9                                                                | 9.1                                                                | 10.7                                                               | 12.9                                                               | 16.2                                                               | 17.1                                                               | 17.8                                                               | 16.8                                                               | 14.2                                                               | 9.5                                                                | 7.3                                                                | 12.1                                                               |
| Temp. mín. abs. (°C)                                               | -5.4                                                               | -3.2                                                               | 0                                                                  | 3.3                                                                | 5.6                                                                | 9.5                                                                | 11.6                                                               | 11.1                                                               | 9.7                                                                | 4.9                                                                | -0.1                                                               | -1.7                                                               | '                                                                  |
| Fuente: Estación Agroclimática de Roche, Junta de Andalucía        |                                                                    |                                                                    |                                                                    |                                                                    |                                                                    |                                                                    |                                                                    |                                                                    |                                                                    |                                                                    |                                                                    |                                                                    |                                                                    |

Sus atardeceres son los que más duran, esta es una de las razones de su popularidad turística.

## Economía

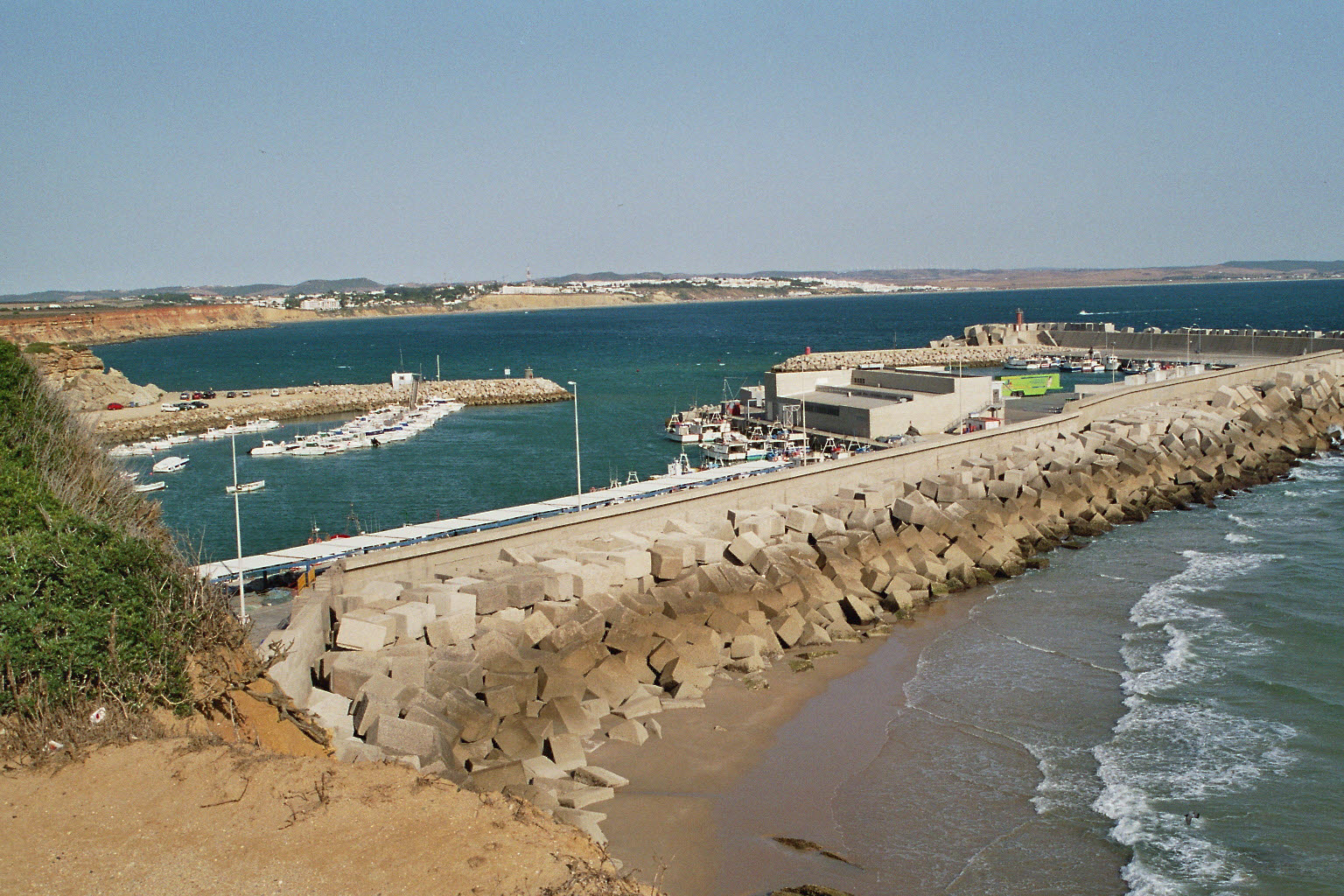
Vista del puerto de Conil de la Frontera.

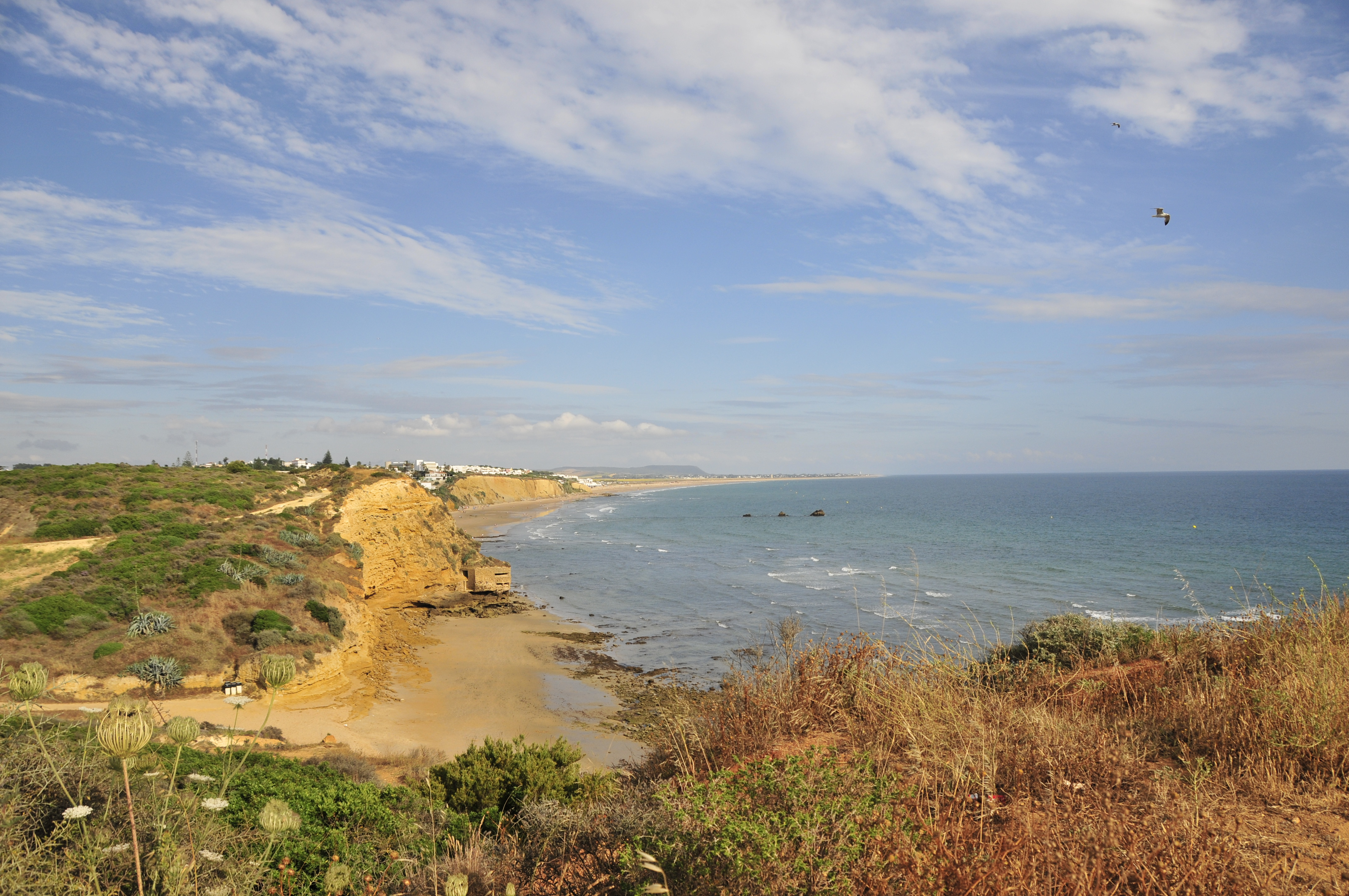
Acantilados de Conil de la Frontera.

Tradicionalmente la economía principal ha sido pesquera y agrícola-ganadera; sin embargo, en la actualidad, ésta se está desplazando hacia una economía basada en el sector servicios, debido al gran desarrollo turístico que ha surgido en esta localidad costera en los últimos años. Con todo, Conil ha pasado a ser uno de los enclaves de la costa gaditana con mayor interés en las inversiones turísticas pero mantiene una floreciente empresa, entre la que destaca Petaca Chico SL, una empresa dedicada al pescado y a los cefalópodos y que, en los últimos años ha conseguido mucha fama gracias a la explotación del atún de almadraba, siendo la empresa con mayor facturación de la localidad.
Además, recientemente se ha inaugurado una conexión de fibra óptica que conecta Canarias con la ciudad, que será de gran utilidad para el tráfico de voz y datos entre América y Europa, y cuyo centro de control está en Conil.
La renta media declarada en el municipio fue de 16.187 € en 2008, un 17 % más alta que la renta media de la comarca.

### Evolución de la deuda viva municipal
El concepto de deuda viva contempla sólo las deudas con cajas y bancos relativas a créditos financieros, valores de renta fija y préstamos o créditos transferidos a terceros, excluyéndose, por tanto, la deuda comercial.
| Gráfica de evolución de la deuda viva del Ayuntamiento de Conil de la Frontera entre 2008 y 2023                |
| |
| Deuda viva del Ayuntamiento de Conil de la Frontera, en miles de euros, según datos del Ministerio de Hacienda. |

## Demografía
Conil de la Frontera cuenta con una población de 23 996 habitantes (INE 2024).
| Gráfica de evolución demográfica de Conil de la Frontera entre 1842 y 2021 |
| |
| Población de derecho según los censos de población del INE Población de hecho según los censos de población del INEEn estos censos se denominaba Conil: 1842, 1857, 1860, 1877, 1887, 1897, 1900, 1910, 1920, 1930, 1940, 1950, 1960 y 1970. |

## Política

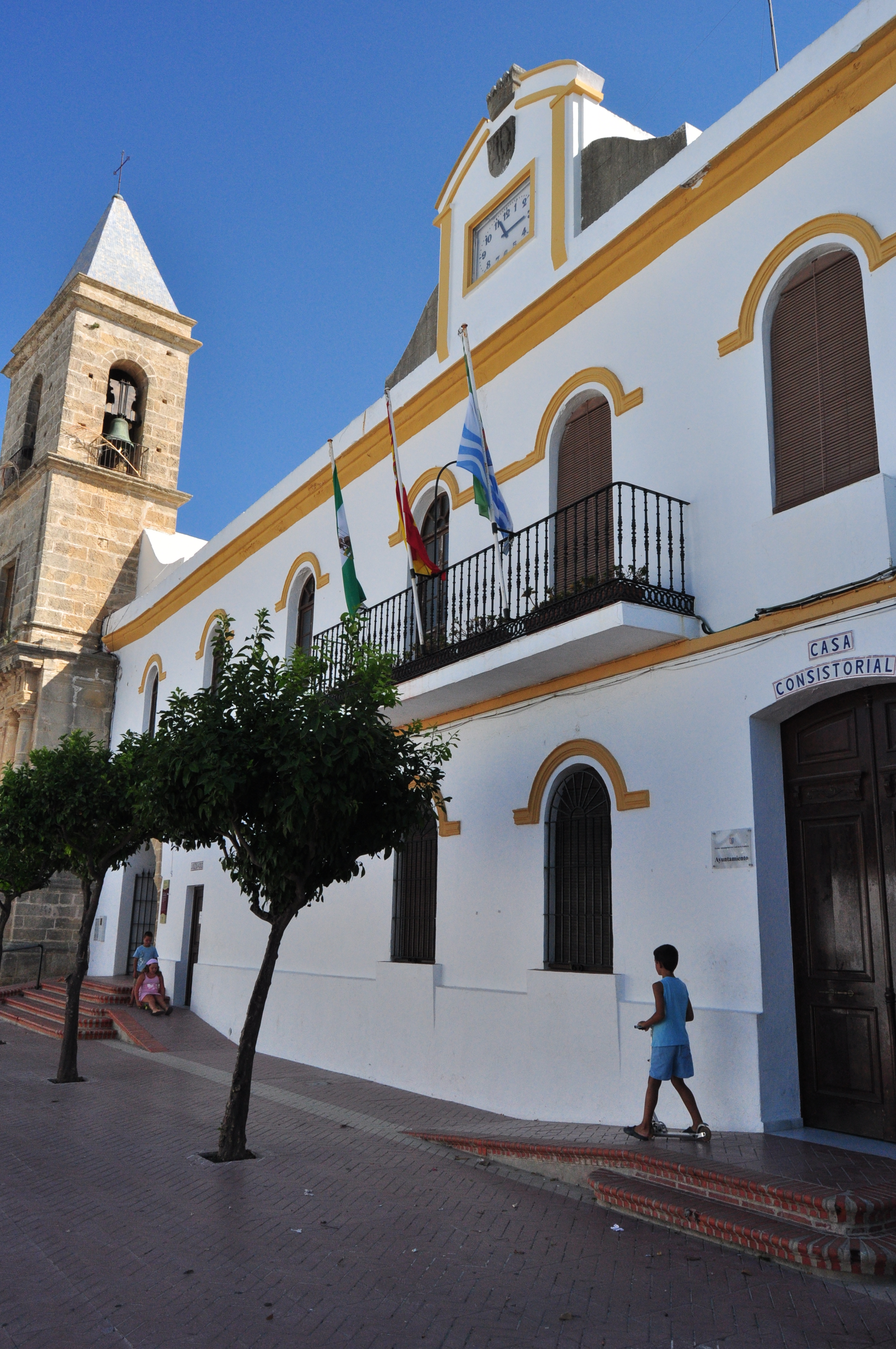
Ayuntamiento de Conil de la Frontera

| Legislatura | Nombre                                                               | Grupo        |
| ----------- | -------------------------------------------------------------------- | ------------ |
| 1979-1983   | Diego Leal Ramírez                                                   | PSOE         |
| 1983-1987   | Diego Leal Ramírez                                                   | IND          |
| 1987-1991   | Diego Leal Ramírez                                                   | IND          |
| 1991-1995   | Saturnino Iglesias Pérez                                             | PSOE         |
| 1995-1999   | Antonio Jesús Roldán Muñoz                                           | IULV-CA      |
| 1999-2003   | Antonio Jesús Roldán Muñoz                                           | PSOE         |
| 2003-2007   | Antonio Jesús Roldán Muñoz                                           | PSOE         |
| 2007-2011   | Antonio Jesús Roldán Muñoz                                           | IULV-CA      |
| 2011-2015   | Juan Manuel Bermúdez Escámez                                         | IULV-CA      |
| 2015-2019   | Juan Manuel Bermúdez Escámez                                         | IULV-CA      |
| 2019-2023   | Carmen Sánchez (17-18 de junio de 2019) Juan Manuel Bermúdez Escámez | PSOE IULV-CA |
| 2023-act.   | Inmaculada Sánchez Zara                                              | AxSí         |

## Gastronomía

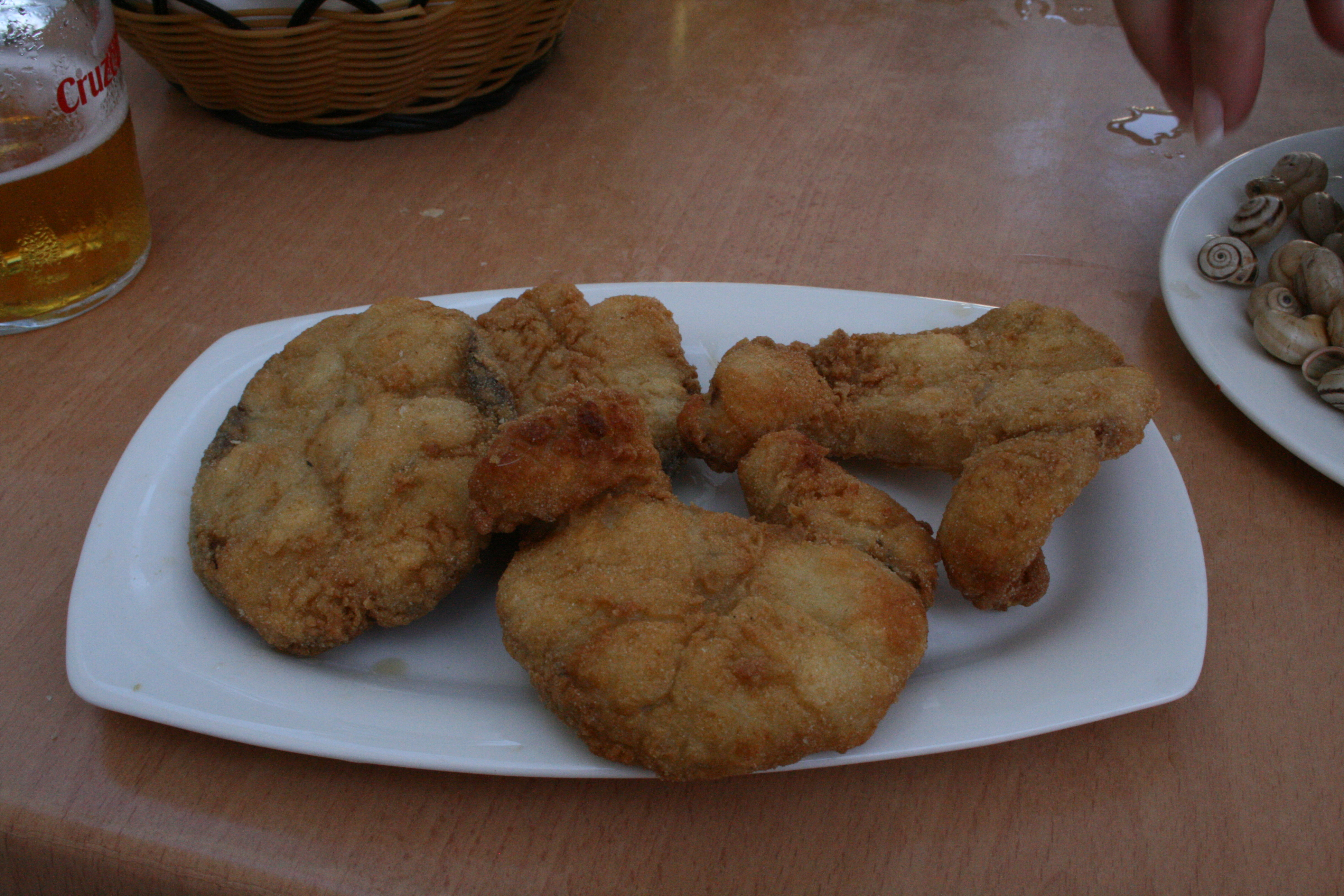
Cazón en adobo, gastronomía típica de la zona.

La gastronomía conileña destaca por sus pescados, que se dan a conocer en una feria anual.
- Atún encebollado.
- Mojama.
- Pez espada a la plancha.
- Pescaíto frito.
- Pargo a la sal/espalda.
- Dorada de Conil a la sal.
- Cazón en adobo.
- Patatas y zanahorias aliñadas.
- Gazpacho.
- Sopa de tomate.
- Choco en tomate.
- Papas con choco.
- Chicharrones.
- Potaje de habichuelas blancas con castañas.[11]
- Potaje de boniato.[12]
- Huevos mole[13]
- Arroz con cardillos de Conil, aunque a falta de cardillos se puede hacer con tagarninas. [14]

## Cultura y ocio

### Fiestas
- Feria de primavera de El Colorado: En la primera semana de junio el caballo es el protagonista, así como las casetas feriales y atracciones instaladas en el recinto de la pedanía durante la fiesta.

- Semana Santa: Desfiles procesionales,entre los que destaca la Hermandad de la Amargura por el recorrido tan amplio y extenso que realiza, pasos y saetas cantadas por el pueblo.

- Virgen del Carmen Conil: Esta fiesta se celebra el 16 de julio, comienza con la celebración del Rosario de la Aurora que parte desde la capilla del Espíritu Santo, y el traslado de la Virgen “Marinera” hasta la parroquia y la posterior celebración de la Santa Misa. Tras esta, la imagen es trasladada al muelle donde es embarcada para comenzar la procesión marítima y entregada bajo la custodia de la Lonja. Por la tarde comienza la procesión terrestre por las calles de la localidad, resaltando su discurrir por el barrio de pescadores. Sale al mar en procesión, escoltada por los barcos de la localidad. Las imágenes de la Virgen y el niño son obra de Luis Álvarez Duarte y es una de las imágenes con más devoción y arraigo en Conil, llegando su devoción más allá del pueblo.

https://www.facebook.com/elcarmenconil/

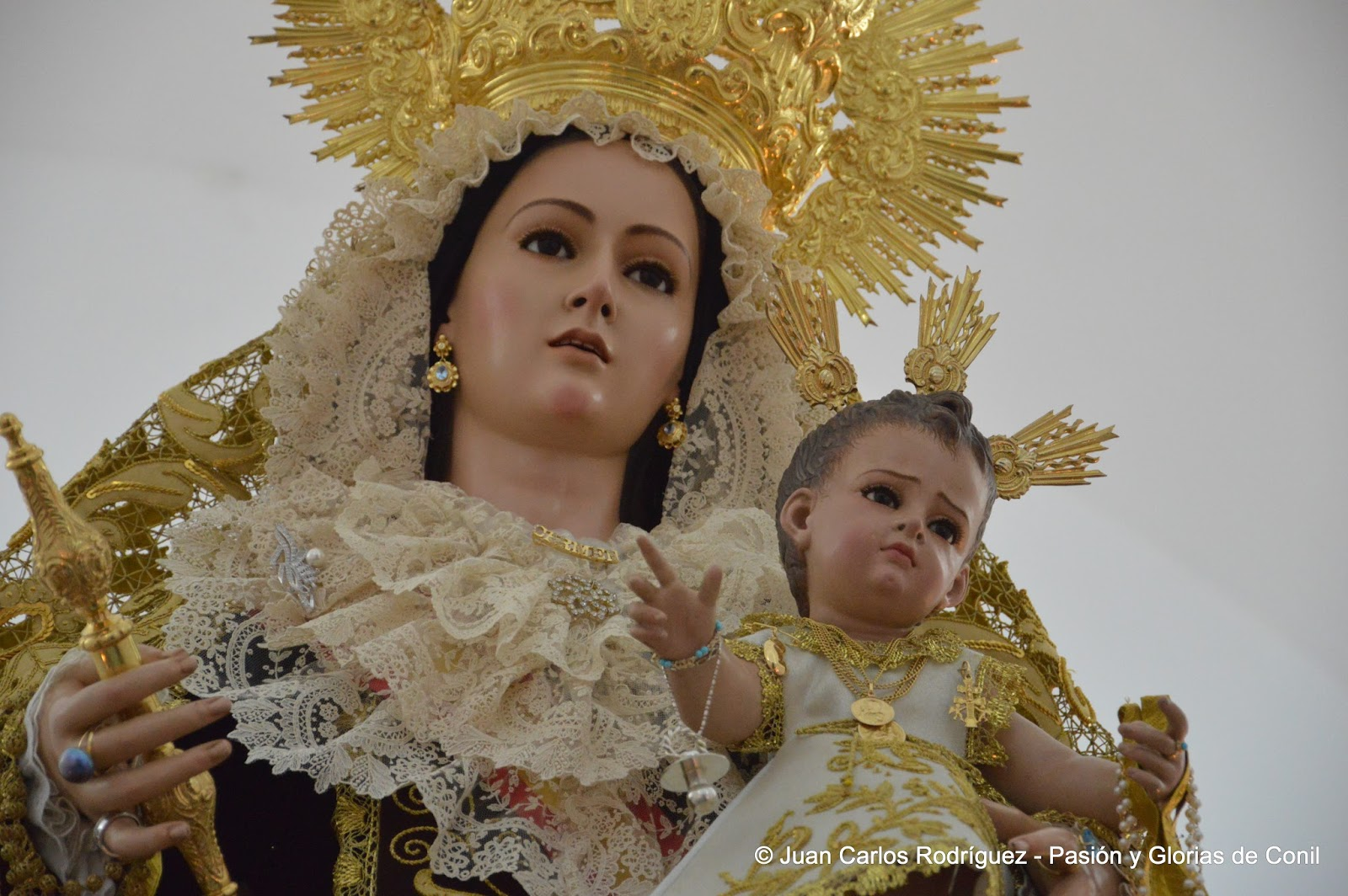

- Romería de San Sebastián: Patrón del pueblo. El domingo más cercano al día 20 de enero, el santo es trasladado desde el pueblo hasta el pinar de El Colorado, en compañía de los vecinos en carrozas y a pie.

- Fiestas en honor a Nuestra Señora de las Virtudes: Patrona del pueblo, la imagen con más devoción del pueblo. Se celebra una feria alrededor del 7 al 11 de septiembre, siendo el día 8 de septiembre el día de la patrona.

- Rosario de Antorchas de la Virgen del Carmen: por las calles de su barrio recordando a los difuntos caídos en la mar y de la Hermandad. Se celebra a principios del mes de noviembre siendo una de las procesiones más multitudinarias del pueblo.

- Carnaval: Se realizan bailes y concursos de disfraces.

## Patrimonio

### Patrimonio histórico-artístico

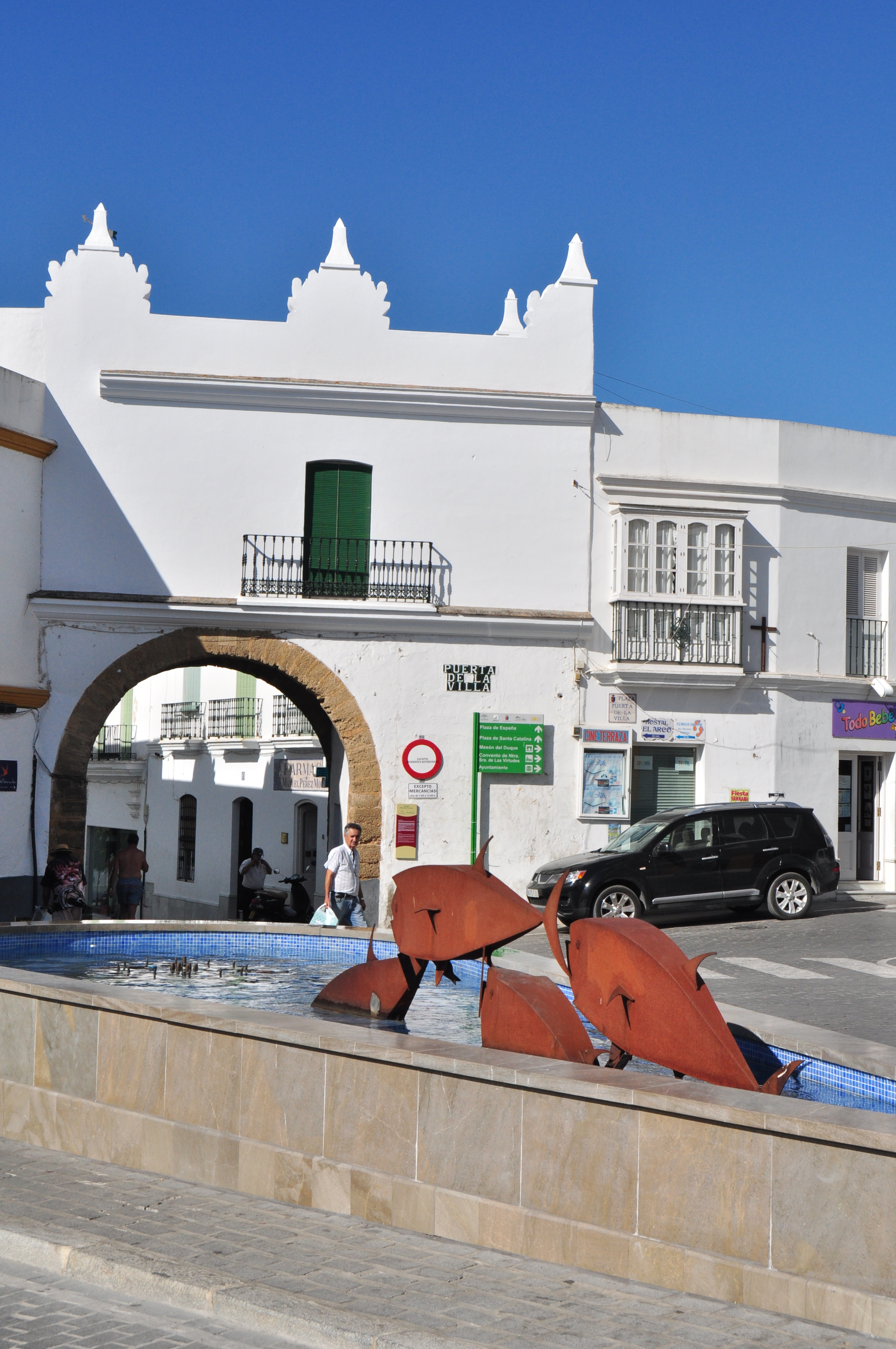
Plaza Puerta de la Villa.

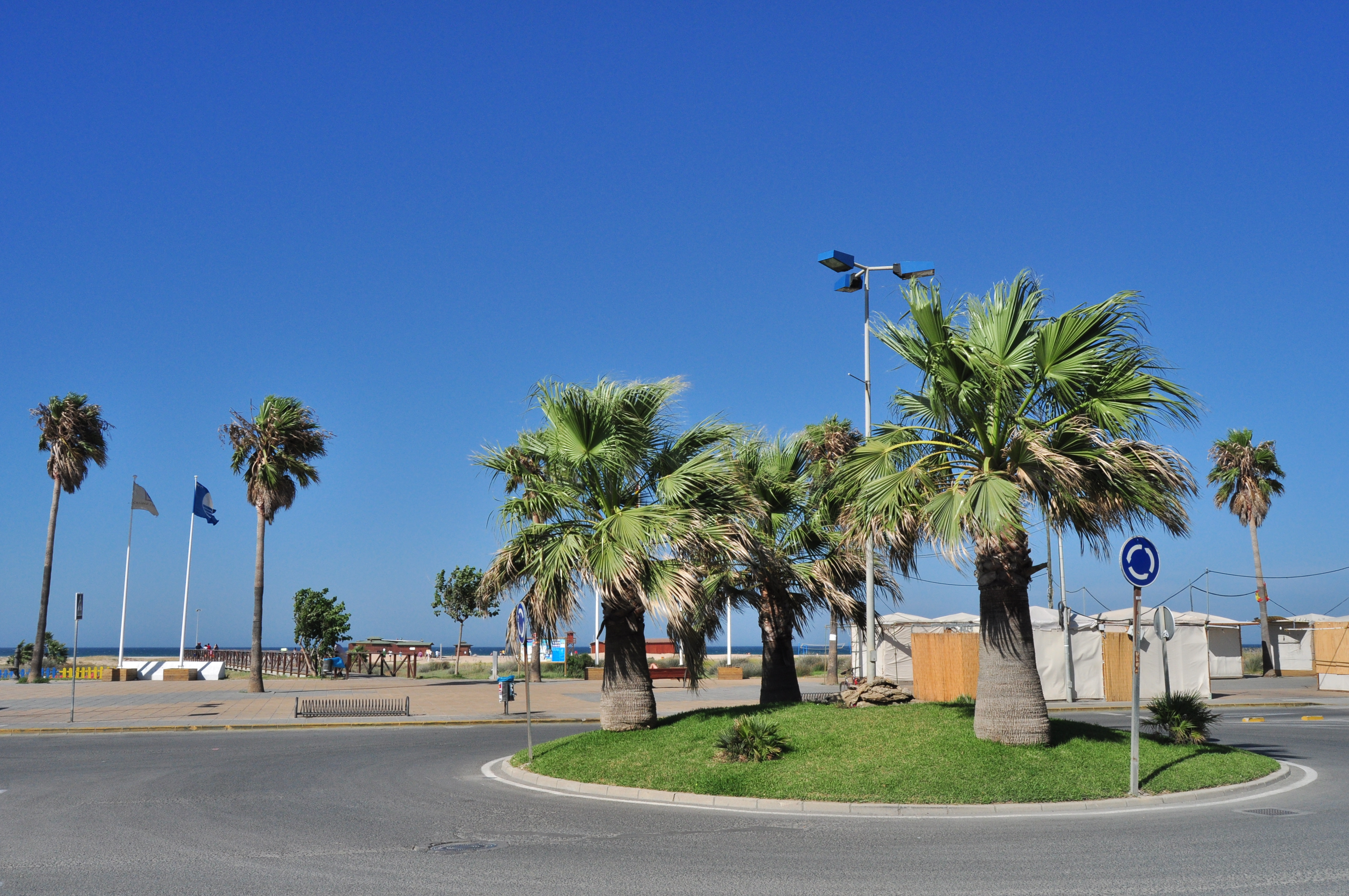
Vista parcial del paseo marítimo.

- Centro histórico de la villa: en 1983 fue declarado conjunto histórico-artístico,[15] por lo que es Bien de Interés Cultural con categoría de conjunto histórico.[16]

- Casas de Capitulares y cárcel Antiguas, siglo XVI.
- Plaza de España.
- Parroquia de Santa Catalina de Alejandría, Virgen y Mártir. Iglesia donde se encuentra la Virgen de las Virtudes, Patrona de Conil
- Torre de Guzmán: es la torre del homenaje del castillo de Conil de la Frontera, construido por Alonso Pérez de Guzmán, Guzmán el Bueno (siglos XIV-XV).
- Arco de la Villa.
- Parque de la Atalaya.
- Antiguo Mercado en la plaza de Santa Catalina.
- Puerto pesquero, dentro del puerto pesquero de Conil; es posible asistir a la lonja para ver una subasta de pescado en directo.
- Museo del Atún "La Chanca".
- Capilla del Espíritu Santo: Fue fundada y construida por los esposos Antón Manuel y Leonor Gil en el año 1586 para “Mayor Gloria de Dios, alivio de sus conciencias y descanso de sus cuerpos”. El lugar donde se encuentra construida la capilla fue donado a Antón Manuel, regidor del ayuntamiento y capitán de milicias, por el duque de Medina Sidonia. En dicho solar estuvo la primera Torre atalaya que los duques levantaron para auxilio de las almadrabas.

En esta capilla se da culto a la Virgen del Carmen, de gran devoción por las gentes de la mar, pescadores y marineros. Un inventario en 1900 nos dice que se componía la capilla de una nave con bóveda de medio cañón, sacristía, patio y habitaciones de la santera. Su altar lo presidía un lienzo de la Inmaculada.
Durante gran parte del siglo pasado estuvo esta capilla en un estado de gran abandono, sin culto y dedicada a otras funciones, como alojamiento de tropas después de la guerra civil. Fue restaurada en los años sesenta. Su campana, aunque cascada, está fechada en 1632, siendo la más antigua de todas las iglesias de la villa. Iglesia Mayor de Santa Catalina: Del siglo XV, ha sido reformada e incluso reconstruida varias veces.
- Torres Almenaras de la Costa. 
  - Torre Castilnovo, esta torre delimita la frontera con el pueblo de Vejer de la Frontera.
  - Torre del Puerco, delimita el municipio de Conil con el vecino pueblo de Chiclana de la Frontera.
- Museo de Raíces Conileñas: Reúne una colección de 900 objetos, de los cuales se exponen unos 850. Los objetos expuestos proceden de donaciones de los socios, otros están cedidos en depósito y otros han sido adquiridos en propiedad por el museo.
- Ermita de Nuestra Señora María Auxiliadora (Barrio Nuevo, El Colorado), construida en el año 1931 y rehabilitada en el año 2006.

### Patrimonio natural

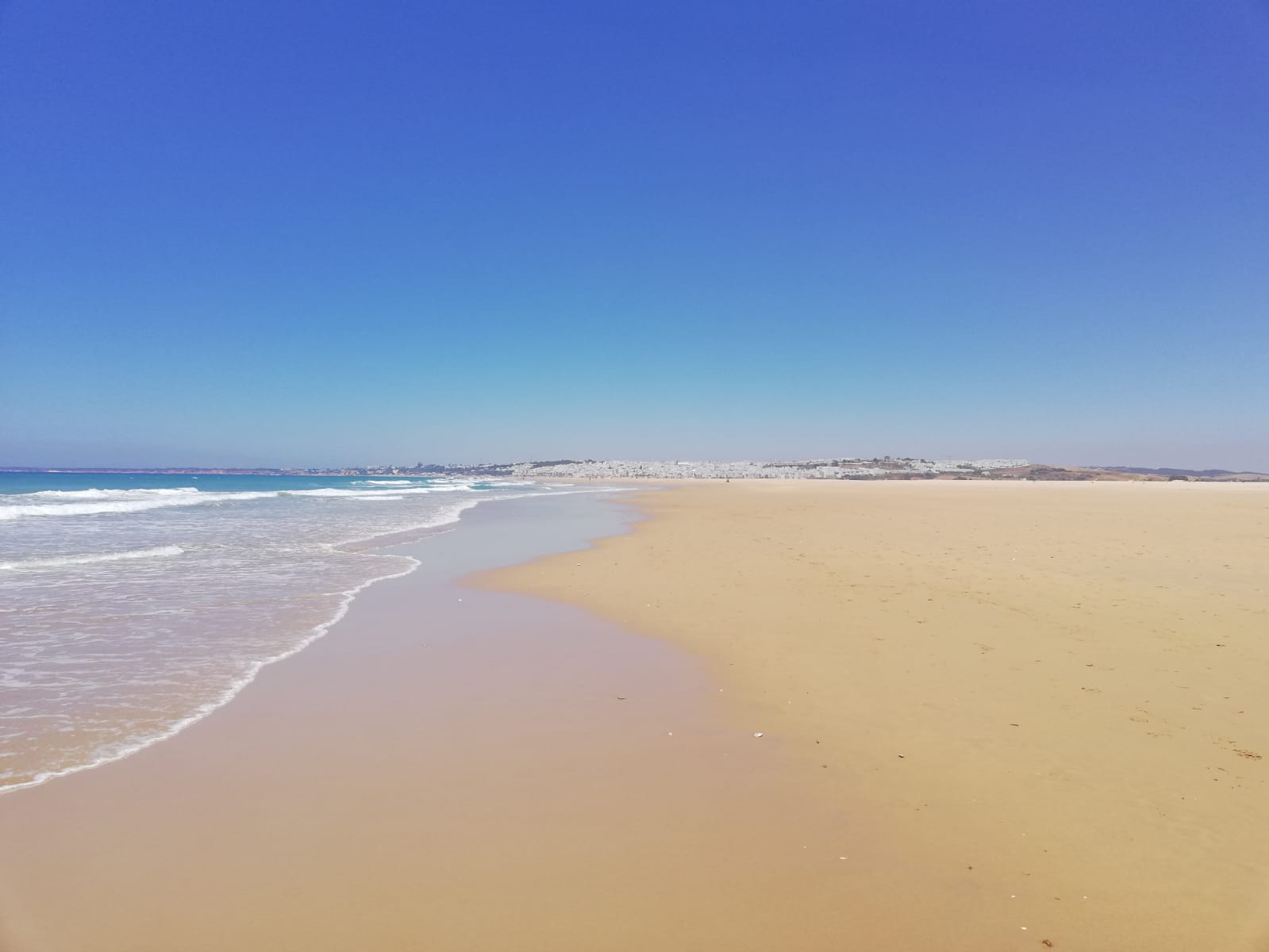
Vista de la playa de los Bateles.

- Playas: Los Bateles, La Fontanilla, Fuente del Gallo, El Roqueo, Playa del Chorrillo y El Puntalejo.[17]
- Calas: El Roqueo y Calas de Roche (localizadas junto a un pinar que ardió en 2006)[18] formadas por las Calas de Poniente la Cala del Aceite y las Calas de Quinto y Camacho.
- Pinares de Roche, que ardió en 2006.

## Deportes
En el municipio los deportes más practicados son el fútbol y el baloncesto y actualmente el surf y el kitesurf son los deportes de agua más practicados. El club deportivo más destacado del municipio es el Conil C.F., que actualmente milita en la 3° División. 

### Clubes deportivos
- Conil Club de Fútbol.
- Club Deportivo Mergablo.
- Fontanilla Vóley Club.
- Club Deportivo Pádel Conil.
- Club Náutico Conil.
- Club Conil-Kayak.
- Asociación Deportiva "Los Burreño"
- Club de Ajedrez Conil
- Club Deportivo Novoconil 2015 C.D.

## Medios de comunicación
- Diario de Conil: Periódico digital independiente puesto en marcha en 2015 por el periodista Daniel Domínguez, que asume la dirección del mismo.
- Radio Juventud de Conil: Emisora municipal de radio. Fue creada en 1988 por un grupo de cinco amigos (Juan García, José Antonio Ureba, Antonio Márquez, Manuel Lobón y Juan Sánchez) hasta que en el año 1994 el Ayuntamiento de Conil asumió el medio de comunicación convirtiéndolo en un patronato municipal.[19] Su actual directora es la periodista Pepi Olmedo.
- Conileños: Portal web de Conil de la Frontera creado con el apoyo de los ciudadanos de Conil donde se informa tanto sobre las últimas noticias, eventos y actividades como de la historia de Conil, su gente y los servicios y sus espacios naturales.
- 8 La Janda (ahora Tuya La Janda Televisión): Canal de televisión TDT que abarca el litoral de la comarca de La Janda, conformado por Conil de la Frontera, Vejer de la Frontera, Barbate y Chiclana de la Frontera. Inició su actividad en 2013 de la mano de la empresa Vizual Video. Actualmente este canal de televisión también incluye una variada programación dedicada a Chiclana de la Frontera. El director de este medio de comunicación es el periodista Guillermo Ortiz. Entre sus caras más conocidas se encuentran la periodista conileña Raquel Ramírez, el periodista Alberto Ayuso o el presentador polifacético Fernando Santes, entre otros.
- Conil al Sur, guía-magacín turística. La guía perfecta para los visitantes al pueblo de Conil.

## Núcleos de población
Además del núcleo principal, tiene:
- Casa de Postas[20]
- El Colorado[21]
- Roche
- Barrio Nuevo
- Fuente del Gallo.

Todos los núcleos de población están comunicados por el transporte urbano de Conil, gestionado por la empresa pública municipal Rosam. Existen tres líneas de autobuses urbanos en Conil: 
- Línea 1: Conil Centro-Barrio Nuevo-Las Parcelas-El Colorado.
- Línea 2: Conil Centro-Calas-Urb. Roche.
- Línea 3: Conil Centro-Fuente del Gallo.